# She Will Be Loved
"She Will Be Loved" is de derde single van het eerste album van Maroon 5, Songs About Jane, uit 2002. De single kwam zelf pas uit in 2004, maar toch met veel succes, gezien de hitlijsten. Het nummer haalde namelijk in Australië, de 'World Wide Chart', Chili, Israël en Ierland de eerste plaats. She Will Be Loved haalde in Nederland de zesde plaats. Het nummer is geïnspireerd door de relatie van Adam Levine met zijn (toenmalige) vriendin, Jane Herman.

## NPO Radio 2 Top 2000
| Nummer met noteringen in de NPO Radio 2 Top 2000 | '09  | '10  | '11 | '12 | '13 | '14  | '15  | '16  | '17  | '18  | '19  |
| ------------------------------------------------ | ---- | ---- | --- | --- | --- | ---- | ---- | ---- | ---- | ---- | ---- |
| She Will Be Loved                                | 1779 | 1425 | 965 | 902 | 972 | 1099 | 1060 | 1264 | 1363 | 1440 | 1694 |

1. ↑  Een vetgedrukt getal geeft de hoogste notering aan.
2. ↑  2009 was het eerste jaar met een notering voor dit nummer.
3. ↑  Deze tabel is bijgewerkt tot en met de laatste editie (2024).